# Silenced (película de 2011)
Silenced (en hangul, 도가니; RR: Dogani; MR: Togani)) es una película dramática surcoreana de 2011 basada en la novela homónima de Gong Ji-young, protagonizada por Gong Yoo y Jung Yu-mi. Basada en los acontecimientos reales que sucedieron en la escuela para sordos Gwangju Inhwa, donde estudiantes sordos fueron víctimas  de repetidas agresiones sexuales por miembros del profesorado durante un periodo de cinco años al principio de la década del 2000.
Describiendo tanto los delitos como el proceso judicial que dejaron a los profesores libres con un castigo mínimo, la película causó indignación pública tras su estreno en septiembre de 2011, que finalmente llevó a la reapertura de las investigaciones de los hechos. Con más de 4 millones de espectadores en Corea, la demanda de reforma legislativa finalmente logró alcanzar a la Asamblea Nacional de Corea del Sur, donde una ley revisada, bautizada ley Dogani, fue aprobada a finales de octubre de 2011 para abolir el estatuto de limitaciones para delitos sexuales contra menores y discapacitados.

## Argumento
Kang In-ho es el nuevo profesor de arte en la Academia Benevolence, una escuela para niños con problemas auditivos en la ciudad ficticia de Mujin, en la provincia de Jeolla del Norte. Tiene un oscuro pasado, pues su mujer se había suicidado hacía un año y su hija enferma estaba bajo el cuidado de su madre. Está entusiasmado por enseñar a sus nuevos alumnos; sin embargo, los niños son distantes y esquivos, intentando evitar encontrarse con él tanto como sea posible. IIn-ho no deja de intentar demostrarles que se preocupa por ellos. Cuando los niños finalmente se abren, In-ho se enfrenta a la impactante y horrible realidad que los estudiantes han estado soportando en secreto: están siendo física y sexualmente maltratados por sus profesores. Cuando  decide luchar por los derechos de los niños y exponer los delitos cometidos en la escuela, In-ho se alía  con la activista de derechos humanos Seo Yoo-jin, pero pronto se dan cuenta de que el director y profesores de la escuela, e incluso la policía, fiscales e iglesias de la comunidad están intentado encubrir la verdad. Además de utilizar "privilegios del puesto anterior" (Jeon-gwan ye-u) los acusados no dudan en mentir y sobornar para conseguir condenas muy leves. Usando su última noche de libertad para salir de fiesta, los hermanos Lee son vistos por última vez riéndose de lo fácil que fue pagar al juez para obtener una condena leve. Cuando Park deja la fiesta  y regresa andando a casa, se encuentra con  Min-su por el camino. Intentando forzar al chico para que vaya a su casa para ser violado una vez más, Park se horroriza cuando  Min-su le apuñala en el costado con un cuchillo y en medio de la pelea ambos quedan en las vías al pasar un ferrocarril. 
Después de la muerte de Min-su, hay una protestas donde intentan llegar a los culpables pero son detenidos por la policía. Tiempo después Mujin habla por teléfono a Yoo-jin quien ahora cuida de los niños resguardados por la comunidad. 
Aun se está intentando hacer justicia.

## Reparto
- Gong Yoo - Kang In-ho.
- Jung Yu-mi - Seo Yoo-jin.
- Kim Hyun-soo - Kim Yeon-doo.
- Jung In-seo - Jin Yoo-ri.
- Baek Seung-hwan - Jeon Min-soo.
- Kim Ji-young - Madre de In-ho.
- Jang Gwang -  Director Lee Kang-seok / Conserje Lee Kang-bok.[8]
- Im Hyun-sung - Young-hoon.
- Kim Joo-ryung - Yoon Ja-ae.
- Um Hyo-sup - Agente de policía Jang.
- Jeon Kook-hwan - Abogado Hwang Woo-shik.
- Choi Jin-ho - Fiscal.
- Kwon Yoo-jin - Juez.
- Park Hye-jin -  Esposa del director Lee.
- Kim Ji-young - Kang Sol, la hija de In-ho.
- Uhm Ji-sung - Jeon Young-soo.
- Lee Sang-hee - dueño del taller mecánico.
- Nam Myung-ryul - Profesor Kim Jung-woo.
- Jang So-yeon -  intérprete de lengua de signos en el juicio.[9]
- Hong Seok-yeon  -  Oh Jung-soo.